# Marta Hazas
 (juin 2025).
Si vous disposez d'ouvrages ou d'articles de référence ou si vous connaissez des sites web de qualité traitant du thème abordé ici, merci de compléter l'article en donnant les références utiles à sa vérifiabilité et en les liant à la section « Notes et références ».
Marta Hazas Cuesta est une actrice espagnole née le 31 décembre 1977 à Santander en Espagne. Elle est notamment connue pour son rôle d'Amelia Ugarte dans la série El internado, de Sara Reeves dans Bandolera et surtout de Clara Montesinos dans Velvet.

## Biographie
Après avoir été diplômée en journalisme, Marta Hazas étudie l'art dramatique à l'école de Cristina Rota.
Elle joue dans de nombreuses séries télévisées espagnoles comme El internado, Bandolera, Grand Hôtel, Velvet...
En 2014, elle débute en tant que collaboratrice dans l’émission d'Antena 3, El Hormiguero  traitant principalement de comédie, de science et de politique.

## Vie privée
Marta Hazas est sortie avec l'acteur Sergio Mur de 2008 à 2011.
Depuis 2011, elle est avec l'acteur Javier Veiga, ils se sont mariés le 1er octobre 2016.[réf. nécessaire]

## Filmographie

### Films
| Années | Films                                     | Personnages             |
| ------ | ----------------------------------------- | ----------------------- |
| 2001   | Nos miran                                 | _                       |
| 2003   | Soledad es más puta en verano             | Soledad                 |
| 2004   | El asombroso mundo de Borjamari y Pocholo | Mariola                 |
| 2011   | Lo contrario al amor                      | Silvia                  |
| 2014   | Pancho, el perro millonario               | Eva                     |
| 2014   | Rubita                                    |                         |
| 2019   | Velvet : Un Noël pour se souvenir         | Clara Montesinos Martin |
| 2023   | À contre-sens (Culpa Mia)                 | Rafaela                 |
| 2024   | À contre-sens 2 (Culpa tuya)              | Rafaela                 |
| 2025   | À contre-sens 3 (Culpa nuestra)           | Rafaela                 |

### Séries
| Années    | Séries                 | Personnages                        |
| --------- | ---------------------- | ---------------------------------- |
| 2006-2007 | SMS                    | Vicky                              |
| 2007-2010 | El internado           | Amelia Ugarte                      |
| 2011      | Los misterios de Laura | Olivia Larralde                    |
| 2011-2013 | Bandolera              | Sara Reeves / Sara Hermida Montoya |
| 2013      | Grand Hôtel            | Laura Montenegro Rovinia           |
| 2013-2016 | Velvet                 | Clara Montesinos Martin            |
| 2017-2019 | Velvet Coleccion       | Clara Montesinos Martin            |

### Programmes de télévision
| Années           | Émission      | Chaîne  |
| ---------------- | ------------- | ------- |
| 2014-aujourd'hui | El hormiguero | Antena3 |

## Prix
- 2010 : Prix de la meilleure actrice du Festival du Film de Comédie de Tarazona pour son premier rôle dans le film Connecting People.
- 2012 :  Prix de la meilleure actrice du Festival Valladolid Row pour 3,2 lo que hacen las novias.

## Voix francophones
En version française, Marta Hazas n'a pas de voix régulière. Ainsi, elle est doublée par Christine Braconnier dans Grand Hôtel, Myriem Akheddiou dans Velvet, Marie Chevalot dans Étoiles de cristal (es), Cathy Boquet dans Un jour après l'autre (es) et Anne Dolan dans À contre-sens.

## Liens Externes
- (en) Marta Hazas sur l’Internet Movie Database